# Приключения Гекльберри Финна
«Приключе́ния Ге́кльберри Фи́нна» (англ. «The Adventures of Huckleberry Finn») — роман Марка Твена. Продолжение одной из сюжетных линий романа «Приключения Тома Сойера». Следующие после «Приключений Гекльберри Финна» книги с этими же персонажами — «Том Сойер за границей», «Том Сойер — сыщик» и «Заговор Тома Сойера». Роман был опубликован в 1884 году в Великобритании. Наиболее известный перевод на русский язык принадлежит Нине Дарузес. Принадлежит к так называемым Великим американским романам, одним из первых в американской литературе написан полностью на разговорном английском с использованием различных диалектов и наполнен местным колоритом, включая «неканоническое» написание многих слов, почти не отразившееся в переводах. Повествование ведётся от лица Гекльберри (Гека) Финна, друга Тома Сойера (это устоявшееся в русских переводах звучание имени, в оригинале звучит примерно как «Хаклберри/Хак»).
Книга знаменита яркими описаниями народа и местечек вдоль по течению реки Миссисипи. Действие «Приключений Гекльберри Финна» происходит до Гражданской войны (вероятнее всего, в промежутке между 1842 и 1845 г.) в обществе Юга США, уже сильно изменившемся к моменту публикации произведения, и оно исполнено едкой сатиры на укоренившиеся предрассудки, в частности, на расизм.
«Приключения Гекльберри Финна» пользуются неизменным успехом у читателей, а также являются предметом исследований литературных критиков с момента самой первой публикации. Вскоре после выхода их критиковали за грубый язык, а в XX веке произведение стало ещё более спорным из-за ярких расистских стереотипов — несмотря на то, что они поданы в основном в остро-сатирическом ключе, главный герой явно склоняется к антирасистским убеждениям, а его друг негр Джим, хотя не образован и суеверен, наделён лучшими человеческими качествами — и из-за частого использования слова «ниггер» (англ. nigger), считающегося в настоящее время в США оскорбительным.

## Сюжет

### В Миссури
История начинается в вымышленном городке Сент-Питерсберге, который выведен на основе реально существующего городка Ханнибал (и даже расположен там же — на берегу реки Миссисипи в штате Миссури в 200 км выше по течению от Сент-Луиса, упомянутом в книге под своим именем), «сорок-пятьдесят лет назад», как указал сам М.Твен в письме, написанном в 1885 году. Сам факт, что Марк Твен писал на основе впечатлений собственного детства (переехал с семьёй в Ханнибал в 1839 году в возрасте 4 лет), а также множество обстоятельств, рассыпанных по страницам книг о Томе Сойере и Геке Финне, позволяют ещё более сузить временной промежуток, в котором могли бы происходить описанные события — где-то 1842-45 годы.
Гекльберри «Гек» Финн (главный герой и рассказчик) и его друг Томас «Том» Сойер получают по приличной сумме денег в результате предыдущих приключений (описанных в «Приключениях Тома Сойера»). Гек объясняет, каким образом его усыновляет вдова Дуглас, которая со своей строгой сестрой мисс Уотсон пытается «воспитать» его и обучить религии. Он находит воспитанную жизнь ограниченной, поэтому его настроение заметно поднимается, когда Том Сойер однажды ночью помогает ему прошмыгнуть мимо негра мисс Уотсон Джима и приглашает его в свою шайку самозванных «разбойников». Когда деятельность шайки начинает наскучивать Геку, его неожиданно забирает к себе его ленивый отец, «старик», злоупотребляющий алкоголем. Зная, что старик может тратить деньги только на спиртные напитки, Гек не допускает, чтобы отец получил в распоряжение его состояние; однако, тот похищает сына и увозит из городка.

### ВИллинойсеи на острове Джексона
Старик насильно удерживает Гека в своей отдалённой хибарке в лесу на иллинойсском берегу. Из-за того, что старик становился жестоким, когда напивался, и запирал Гека в хибарке, во время его отъезда тот тщательно инсценирует собственную смерть, выбирается из хибарки и отправляется вниз по реке. Он благополучно поселяется на острове Джексона, где встречается с Джимом, негром мисс Уотсон. Джим тоже сбежал накануне, когда подслушал, что хозяйка планирует продать его «в Орлеан, на Юг», по-видимому, более жестоким владельцам. Джим хочет направиться в городок Кейро в Иллинойсе, свободном штате, и впоследствии выкупить на свободу оставшуюся в рабстве свою семью. Вначале Гек переживает, что, помогая негру бежать, он совершает грех и преступление, но после их разговора о взаимных суевериях Гек эмоционально привязывается к Джиму, который всё больше и больше становится его близким другом и защитником. После сильного подъёма воды в реке они находят плот (который оставляют себе) и видят целый дом, плывущий по реке. Войдя в него за добычей, Джим находит на полу голого мертвеца, застреленного в спину, и не советует Геку смотреть на труп.
Чтобы узнать последние известия из городка, Гек переодевается девочкой и заходит в дом к Джудит Лофтес, недавно поселившейся в хибарке на берегу, в которой очень давно никто не жил. Гек узнаёт у неё новости о своём инсценированном убийстве: сначала все подозревали старика, но позже передумали и решили, что убил беглый негр Джим, так что за его поимку обещали награду. Миссис Лофтес начинает подозревать, что перед ней мальчик, в чём она в итоге убеждается после нескольких проверок. Разоблачив его, она всё же позволяет ему уйти без огласки, не распознав в нём того самого убитого мальчика, которого они только что обсуждали. Гек возвращается к Джиму и рассказывает ему о новостях и о погоне, которая снаряжается на остров Джексона в эту самую ночь. Они поспешно грузятся на плот и отплывают.
Спустя некоторое время Гек и Джим наталкиваются на севший на мель пароход. Забравшись на него, они видят двух воров, обсуждающих убийство третьего, но уплывают незамеченными. Затем они теряют друг друга в тумане, что очень встревожило Джима, и когда Геку удаётся найти плот, он решает подшутить над уснувшим от усталости Джимом, говоря, что всё это происшествие тому просто приснилось. Джим пытается «истолковать сон», но быстро понимает, что его надувают, и его сильно обижает, что его друг дразнит его столь безжалостно. Гек раскаивается и, хотя в какой-то момент испытывает нежелание «унижаться перед негром», в итоге приносит Джиму извинения.

### ВКентукки: Грэнджерфорды и Шепердсоны
Плывя на плоту дальше, Гек и Джим сталкиваются с идущим навстречу пароходом и снова теряют друг друга. Гек находит приют на кентуккском берегу реки у Грэнджерфордов — одной аристократической семьи. Он сближается со своим сверстником Баком Грэнджерфордом и узнаёт, что его семья ведёт 30-летнюю родовую вражду с другой семьёй, Шепердсонами. Для англоязычного читателя сразу очевидна насмешка Твена над "аристократизмом" этих семей - grangerford и shepherdson означают соответственно "фермерский брод" и "пастуший сын". Грэнджерфорды и Шепердсоны ходят в одну церковь, где им по иронии судьбы проповедуют братскую любовь. Вендетта доходит до критической точки, когда старшая сестра Бака сбегает с членом рода Шепердсонов. В итоге вооружённого конфликта все Грэнджерфорды мужского пола этой ветви погибают, и Гек становится свидетелем ужасающего убийства Бака. Он очень рад снова встретиться с Джимом, который за это время нашёл и починил их плот.

### ВАрканзасе: герцог и король
В районе границы Арканзаса, Миссури и Теннесси Гек и Джим берут на борт плота двух проходимцев. Младший из них, которому около тридцати лет, представляется пропавшим сыном английского герцога (герцогом Бриджуотером). Старший, которому около семидесяти, в попытке превзойти это невероятное притязание, заявляет, что он пропавший дофин, сын Людовика XVI и законный король Франции. «Герцог» и «король» вскоре становятся постоянными пассажирами плота Джима и Гека и в ходе всего их путешествия совершают ряд мошенничеств над доверчивыми местными жителями. Чтобы предупредить подозрения публики насчёт Джима, они выдают его за пойманного негра-беглеца, но позднее вымазывают его синей краской и называют «бешеным арабом», чтобы он мог не лежать по целым дням связанным на плоту.
В одном городке жулики выдают себя за братьев Питера Уилкса, умершего накануне богача. Чтобы сойти за братьев Уилкса и получить его наследство, король пытается говорить с английским акцентом, а герцог притворяется глухонемым. Гек решает, что три осиротевших племянницы Уилкса, которые относятся к нему доброжелательно, не заслуживают быть надутыми таким образом, и поэтому пытается вернуть им украденное наследство. Это единственное место в книге, где мелькает искра «романа» — правда, старшей из сестёр, Мэри Джейн, «уже» 19 и она лет на 5-6 старше Гека, но интонации, в которых он передаёт этот эпизод, становятся по-настоящему чувственными (хотя простая манера Гекова повествования остаётся неизменной) и несомненно свидетельствуют о переживаниях наподобие любовных. Этот яркий штрих одновременно ненавязчиво подчёркивает — особенно, в сравнении с описанием амурных дел Тома Сойера в предыдущей книге — что Гек, куда более простодушный, в то же время и гораздо взрослее своего товарища. Гек вынужден спрятать деньги в гроб с Уилксом, которого хоронят уже на следующий день вместе с ними. Приезд ещё двух мужчин, которые похожи на настоящих братьев, приводит всех в полное замешательство, поэтому горожане решают откопать гроб и определить истинных братьев, но пока все отвлечены неожиданно найденным на груди покойника мешком золотых монет, Гек убегает к плоту, надеясь, что никогда больше не увидит герцога с королём. Но, к отчаянию Гека, они неожиданно возвращаются. Когда Гек, наконец, получает второй шанс сбежать, он, к своему ужасу, узнаёт, что негодяи продали Джима какой-то семье, которая намерена вернуть его прежней хозяйке за вознаграждение. Не обращая внимания на голос совести (корящей его за планы по нарушению права собственности на раба), и смирившись с негативными религиозными последствиями своих грядущих действий («Ну что ж делать, придётся гореть в аду»), Гек решается освободить Джима раз и навсегда.

### На плантации Фелпсов
Гек узнаёт, что Джима держат на плантации Сайласа и Салли Фелпсов. В то время, когда он приходит к ним, они ожидают приезда своего племянника Тома, поэтому Гека принимают за Тома и поселяют в доме. Он подыгрывает им, надеясь узнать местонахождение Джима и освободить его; но тут оказывается, что племянником Фелпсов был сам Том Сойер. Когда Гек перехватывает настоящего Тома Сойера по дороге на плантацию и всё ему рассказывает, Том решает выдать себя за своего сводного брата Сида, пока Гек продолжает выдавать себя за Тома. В это же время Джим рассказывает Фелпсам о двух проходимцах, и благодаря этому горожане захватывают и «герцога», и «короля», обваливают их в перьях, предварительно вымазав дёгтем, и выносят из городка верхом на шесте.
Вместо того, чтобы просто украдкой вывести Джима из сарайчика, где он сидел, Том разрабатывает план по его освобождению, включающий тайнопись, подкоп, верёвочную лестницу, доставленную Джиму в пироге, и другие мотивы из прочитанных им приключенческих книг, даже анонимное письмо Фелпсам с предупреждением о беде. Когда доходит до самого освобождения, вылившегося в погоню, Тома подстреливают в ногу, а Джим не бежит на свободу и остаётся рядом с ним, рискуя снова попасть в рабство. Несмотря на то, что местный врач восхищён благопристойным поведением Джима, он арестовывает его, пока он спит, и возвращает Фелпсам. Приезжает тётя Тома, Полли, и разоблачает Гека и Тома перед семьёй Фелпсов. Джим оказывается свободным человеком — мисс Уотсон умерла двумя месяцами ранее и освободила Джима в своём завещании, но Том (который уже знал об этом) решил не рассказывать об этом Геку, чтобы насладиться искусным планом по спасению Джима. Джим рассказывает Геку, что его отец (старик Финн) умер некоторое время назад (это он был тем мертвецом, которого они нашли ранее в плавучем доме), поэтому Гек теперь может спокойно возвращаться в Сент-Питерсберг. Гек объявляет, что он очень рад, что больше писать не о чем, и что, несмотря на желание тёти Салли усыновить его и воспитывать, он удерёт на Индейскую территорию.

## Действующие лица
В порядке появления в романе:
- Гекльберри Финн, для друзей — Гек — мальчик тринадцати-четырнадцати лет. Воспитывался отцом, городским пьяницей, и с трудом способен встроиться в общество.
- Вдова Дуглас — «красивая, нарядная женщина лет сорока», добрая леди, взявшая Гека к себе, после того как он спас её от вторжения грабителей. Она делает всё возможное, чтобы воспитать Гека, считая это своим христианским долгом, однако Геку глубоко претят светские манеры.
- Мисс Уотсон — сестра вдовы, «порядком усохшая старая дева в очках», живущая вместе с ними. Откровенно строга с Геком, из-за чего он её совершенно не выносит. Возможно, Марк Твен использовал для этого образа несколько прототипов, которых он знал в жизни[4].
- Джим — большой и кроткий раб-негр мисс Уотсон. Гек очень сближается с Джимом, когда они встречаются после побега Джима от мисс Уотсон и путешествуют вместе по реке Миссисипи. Как оказалось,он стал свободным человеком ещё до побега из плена.
- Том Сойер — лучший друг и сверстник Гека, главный герой других романов Твена и предводитель городских мальчишек в их развлечениях. «Лучший драчун и самый находчивый мальчик в городе»[4]. Также был ранен в ногу во время побега Джима.
- «Старик» Финн — отец Гека, алкоголик-бродяга. Избивает Гека, считает его своей собственностью. Часто злится на Гека и не выносит, когда Гек ведёт себя или одевается, как образованный мальчик. Обращается к Геку каждый раз, когда не хватает денег на спиртные напитки.
- Джудит Лофтес — играет в романе небольшую роль, будучи доброй и проницательной женщиной, с которой Гек встречается, чтобы узнать, как идут поиски Джима; многие критики считают её также лучшим женским персонажем в романе[4].
- Грэнджерфорды — аристократическая кентуккская семья во главе с шестидесятилетним полковником Саулом Грэнджерфордом, которая принимает Гека к себе, после того как он расстаётся с Джимом на Миссисипи. Гек становится другом младшего сына в семье, своего сверстника Бака Грэнджерфорда. В то время, когда Гек знакомится с ними, они ведут вековую родовую вражду с другой местной семьёй, Шепердсонами.
- Герцог и король — двое мошенников, известных только по прозвищам, которых Гек и Джим берут на борт своего плота незадолго до их приключений в Арканзасе. Они являются яркими персонажами романа, обманывающими многих местных жителей разнообразными способами. Выдают себя за пропавшего герцога Бриджуотера и давно умершего Людовика XVII Французского, чтобы Гек и Джим прислуживали им. Гек потакает им, чтобы не вышло хуже.
- Доктор Робинсон — единственный человек, который узнаёт в короле и герцоге жуликов, когда они притворяются британцами. Он предупреждает горожан, но никто не слушает его.
- Мэри Джейн, Джоанна и Сюзанна Уилкс — три молодых племянницы своего недавно умершего богатого опекуна Питера Уилкса. Герцог и король пытаются украсть наследство, оставшееся после Питера Уилкса, выдав себя за братьев Питера из Англии.
- Тётя Салли и дядя Сайлас Фелпс — чета, за чьего племянника Гек выдаёт себя после побега от короля и герцога. Тётя — нежная, но легко возбудимая леди, а дядя — старательный пожилой фермер и проповедник.

## Основные темы
Марк Твен был противником расизма и рабства, и устами своих героев прямо и недвусмысленно заявляет об этом со страниц романа. Позиция автора вызвала возмущение многих его современников. Сам Твен относился к этому с иронией. Когда в 1885 году публичная библиотека в Массачусетсе решила изъять из фонда «Приключения Гекльберри Финна», Твен написал своему издателю: «Они исключили Гека из библиотеки как „мусор, пригодный только для трущоб“, из-за этого мы несомненно продадим ещё 25 тысяч копий книги».
Однако в конце XX века некоторые слова, общеупотребительные во времена создания книги (например, «ниггер»), стали считаться расовыми оскорблениями. «Приключения Гекльберри Финна» в связи с расширением границ политкорректности изъяты из программы некоторых школ США за якобы расистские высказывания. Впервые это произошло в 1957 году в штате Нью-Йорк. В феврале 2011 года в США вышло новое издание книги, в котором «оскорбительные» слова были заменены на политкорректные.

## Оценки
По словам Эрнеста Хемингуэя, вся современная американская литература вышла из этого романа Марка Твена: «Если будете читать её, остановитесь на том месте, когда негра Джима крадут у мальчиков. Это и есть настоящий конец. Всё остальное — чистейшее шарлатанство. Но лучшей книги у нас нет. Из неё вышла вся американская литература. До „Гекльберри Финна“ ничего не было. И ничего равноценного с тех пор тоже не появлялось».

## Постановки
В 1986 году спектакль «Гекльберри Финн» был поставлен в рижском ТЮЗе.
Роман был неоднократно экранизирован:
- The Adventures of Huckleberry Finn — фильм 1939 года. В ролях: Mickey Rooney (Гекльберри Финн), Walter Connolly (Король), William Frawley (Герцог), Rex Ingram (Джим).
- The Adventures of Huckleberry Finn — телевизионный фильм 1955 года. В ролях: Thomas Mitchell (Король), John Carradine (Герцог).
- The Adventures of Huckleberry Finn — фильм 1960 года.
- Совсем пропащий — фильм Георгия Данелии 1972 года. В ролях: Роман Мадянов (Гек), Феликс Имокуэде (Джим), Евгений Леонов (Король), Вахтанг Кикабидзе (Герцог).
- Huckleberry no Bouken — аниме 1976 года.
- The Adventures of Huckleberry Finn — телевизионный фильм 1981 года.
- Adventures of Huckleberry Finn — телевизионный фильм 1985 года.
- The Adventures of Huck Finn — фильм 1993 года.
- Die Abenteuer des Huck Finn — 2012 год.